# Börzsöny
Das Börzsöny [ˈbørʒøɲ] (deutsch Pilsengebirge, slowakisch Brežany) ist ein Teil des Nördlichen Ungarischen Mittelgebirges im Karpatenvorland.
Es unterlag vulkanischen Einflüssen im Miozän. An einem ehemaligen Kraterrand befinden sich die höchsten Gipfel des Börzsöny, darunter auch der Csóványos ([ˈʧoːvaːɲoʃ]), der mit 938 m die höchste Erhebung des Mittelgebirges bildet. Das Gebiet erstreckt sich über etwa 400 km² und umfasst Teile der Komitate Pest und Nógrád. Der größte Teil des für seine Vielzahl an natürlichen Quellen bekannten Gebiets steht unter Naturschutz.

## Geschichte

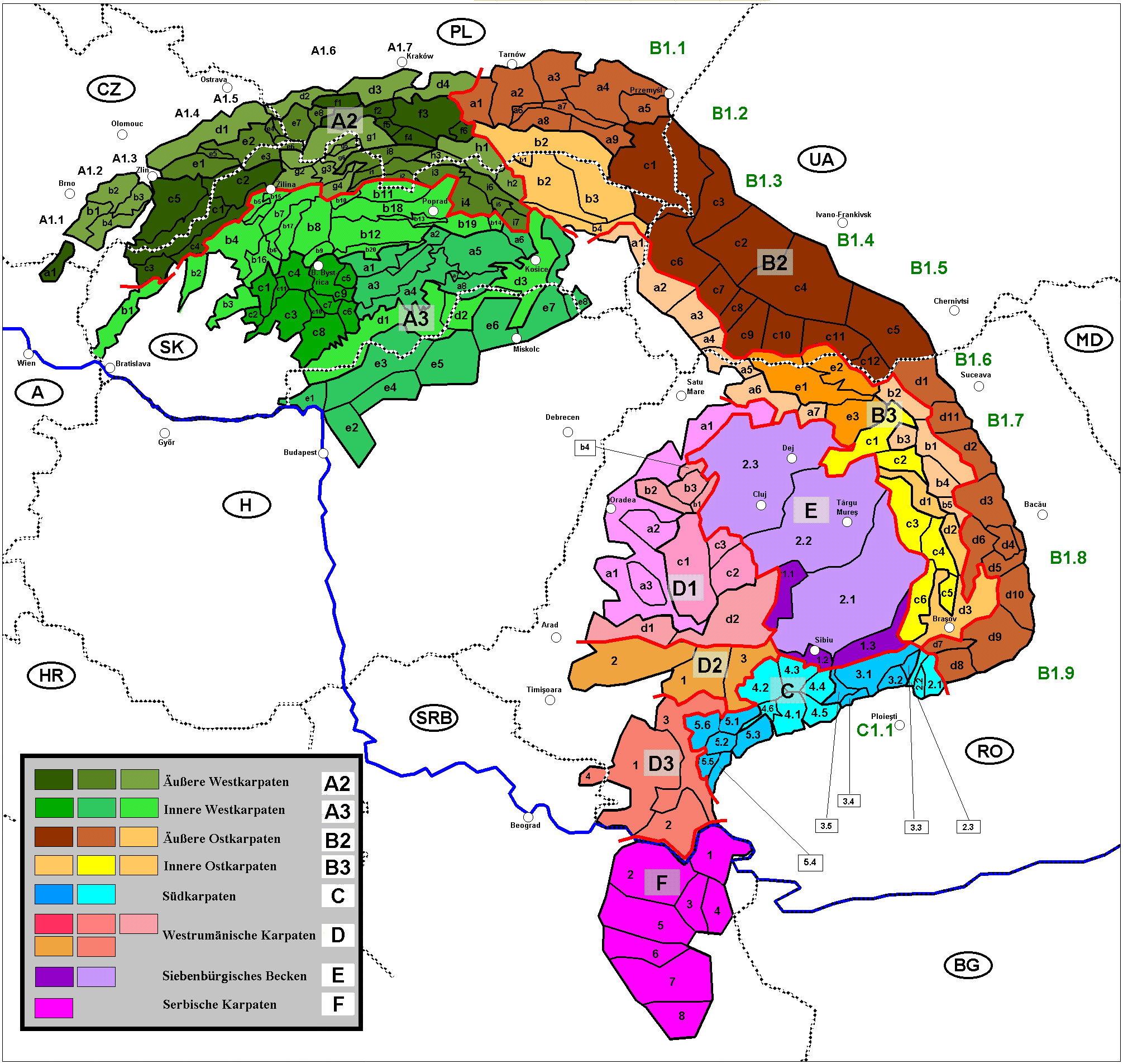
Das Börzsöny liegt im südwestlichsten Teil der Inneren Westkarpaten (grün)

Die heutige Gestalt des Börzsöny formierte sich in der Zeit des Miozän vor 18–19 Millionen Jahren. Es besteht überwiegend aus vulkanischem Gestein. Am Rand des Mittelgebirges und an der Südseite des Beckens sind Sedimentgesteine zu finden. Die ursprüngliche Form wurde durch die Wirkung des einst herrschenden subtropischen Klimas stark abgetragen.
Bereits vor Jahrtausenden siedelten Menschen in diesem Gebiet. Noch heute sind die Spuren ihrer Anwesenheit sichtbar. Aus späterer Zeit sind zahlreiche Kirchen und Burgen in dem Gebiet zu finden, darunter die Drégelyvár, Hont vára, Ipolydamásdi vár oder die Nógrádi vár. 

## Topographie
Das Börzsöny lässt sich in vier Teile untergliedern: Magas-Börzsöny („Hohes Pilsengebirge“), Észak-Börzsöny („Nördliches Pilsengebirge“), Nyugat-Börzsöny („Westliches Pilsengebirge“) und Déli-Börzsöny („Südliches Pilsengebirge“).
Magas-Börzsöny

Der mittlere Teil des Börzsöny hat sich in der Phase höchster vulkanischer Aktivität gebildet. Der Bergrücken erstreckt sich in nord-südlicher Richtung. Ihm gehören die höchsten Gipfel an:
- Csóványos (938 m)
- Magos-fa (916 m)
- Nagy-Hideg-hegy (865 m)
- Nagy-Inóc (813 m)

Észak-Börzsöny

Im Norden des Magas-Börzsöny bildet der Kemence-Bach die Grenze zum nördlichen Teil. Dessen Entstehungsgeschichte ist weniger eindeutig. Das Gebiet lässt sich weiter in zwei Hauptteile gliedern, die durch ein Tal voneinander getrennt sind. Der nördliche Teil besteht größtenteils aus Sedimentgestein, das bereits vor der vulkanischen Aktivität entstanden ist. Im Süden ist dagegen Lavagestein das vorherrschende Untergrundmaterial.
Nyugat-Börzsöny

Der westliche Teil des Mittelgebirges wurde durch ehemalige Schicht- und Schildvulkane geformt. Diese Gipfel erreichen meist eine Höhe von etwa 600 m.
Déli-Börzsöny

Im Süden sind wiederum Sedimentgesteine typisch. Hier bildet die Donau die Grenze zum Visegráder Gebirge.

## Gewässer

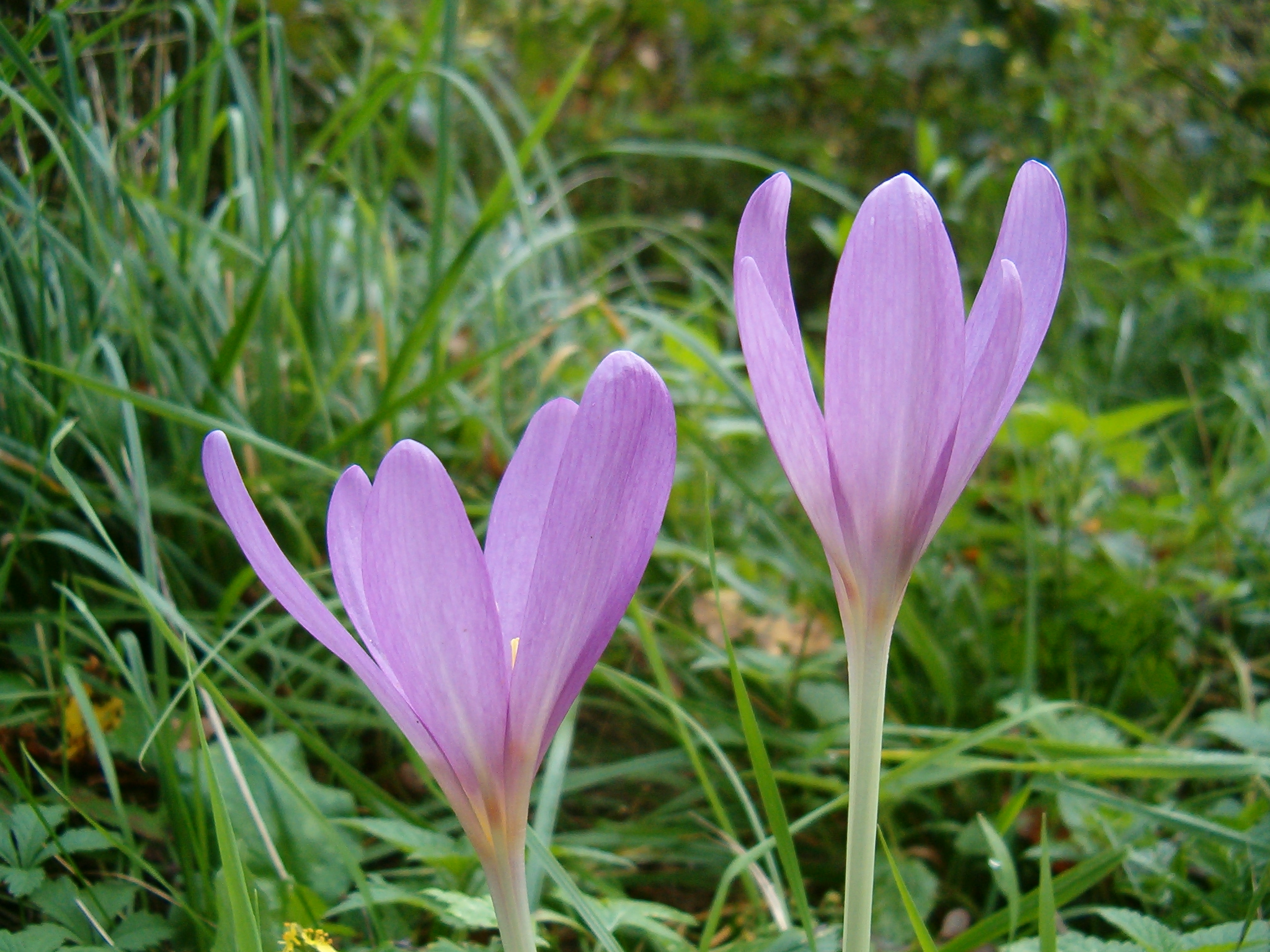
Herbst-Zeitlose im Tal des Szén-patak

Dank des hohen Niederschlags zeichnet sich das Börzsöny durch einen ausgesprochenen Reichtum an Gewässern aus. Das hydrogeographische Zentrum läuft auf das am höchsten gelegene Massiv des Csóványos zu. Von dort entspringen die wichtigsten wasserführenden Bäche, z. B. der Kemence-patak, der Fekete patak („Schwarzer Bach“) oder der Szén patak („Kohle-Bach“). Wegen der geologischen Gegebenheiten und der damit einhergehenden Beschaffenheit der Oberfläche sind die oberirdischen Wasserläufe meist kurz und führen wenig Wasser.
Der mit 25,6 km längste und größte ständig Wasser führende Bach ist der Kemence-Bach. Der Name leitet sich vom slawischen Wort kamenica ab, das so viel wie „steiniges Flussbett“ bedeutet. Er entspringt den Quellen der östlichen Seite des Csóványos. Das Wassereinzugsgebiet beträgt 107 km², die mittlere Abflussmenge liegt bei 294 l/s.
Auf Grund der Dichte der Walddecke verdunsten beinahe 60 % der Niederschläge im Wald. Die meisten Wasserläufe speisen sich nicht aus den unstabilen und nur geringe Wassermengen fördernden Quellen, sondern aus der Schneeschmelze, aus den in regelmäßigen Zeitabständen fallenden Niederschlägen sowie aus den heftigen sommerlichen Gewitterregen. Die oft zu beobachtenden rapiden Änderungen im Wasserstand ergeben sich aus der geringen Wasserkapazität der Bäche, die wiederum vom vulkanischen Untergrundgestein herrührt. Im Gegensatz zu verkarsteten Kalksteingebirgen sickern Niederschläge nicht in die tieferen Bereiche des Gesteinsmaterials ein.
Von den 427 natürlichen Quellen, die im Kataster eingetragen sind, führen ungefähr 350 signifikante Wassermengen. Diese lassen sich in drei Haupttypen einordnen:
- Talquellen, die aus dem Sedimentgestein an einem Bergfuß entspringen
- Schichtquellen, die aus der sich am stärksten neigenden Flanke hervorspringen
- Spaltquellen, die aus Spalten im Inneren des Berges hervortreten

Der letzte Typ ist einer der besonderen Naturschätze des Börzsöny. Von den permanenten Spaltquellen befinden sich etwa 40 auf 600 m Höhe über dem Meeresspiegel. Die am höchsten gelegene Quelle liegt auf 850–900 m Höhe.
In der Berglandschaft gibt es keine größeren stehenden Gewässer natürlichen Ursprungs. In einigen Gebieten werden immer mehr Bäche in den Tälern mit Dämmen gestaut. Auf diese Weise werden verschiedene Funktionen erfüllende künstliche Seen angelegt. Außerdem sind die sogenannten Bombentrichter aus dem Zweiten Weltkrieg zu erwähnen. Sie sind heute als Feuchtbiotope anthropogenen Ursprungs von Bedeutung.
Unter den seltenen natürlichen stehenden Gewässern sind – besonders bei größeren Schneeschmelzen und in niederschlagsreichen Perioden – die temporär bestehenden Seen erwähnenswert. Dies lässt sich beispielsweise in der zwischen dem Só-hegy („Salzberg“) und dem Nagy-Sas-hegy („Großer-Adler-Berg“) gelegenen Nagy-rét („Große Au“) beobachten.

## Flora und Fauna

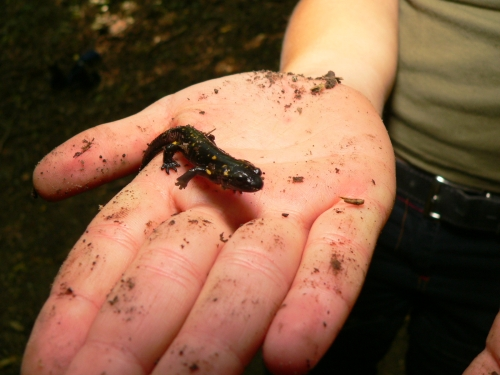
Ein geschützter Lurch: der Feuersalamander

Der größte Teil des Börzsöny ist von Fichtenwald bedeckt, aber es sind auch hohe Eschen, Ulmen und Ahorne anzutreffen. Im Unterholz verstecken sich zahlreiche Arten wie z. B. Primeln, das Ausdauernde Silberblatt oder der Echte Seidelbast. Auf den Bergwiesen wechseln sich verschiedene Blumen und Gräserarten ab. Dominant sind der Goldhafer (siehe Liste der Gefäßpflanzen Deutschlands) und die Schneeweiße Hainsimse.
Zu der reichen Tierwelt des Gebiets gehört auch der Bestand an Großwild, darunter der Rothirsch, das Wildschwein, das Reh und auch das Mufflon. Häufig kommen Fasane, Füchse, Feldhasen, Dachse, Marder, Wiesel und Fischotter vor. Zu den Raubvögeln gehört der Kaiseradler, der Sakerfalke, der Sperber und der Habicht. Die bekanntesten Singvögel sind die Nachtigall, die Amsel und die Lerche. Die im Börzsöny lebenden Tierarten sind überwiegend geschützt, z. B. der Feuersalamander, der Alpenbock oder der als Hirtenhund eingesetzte Pyrenäen-Berghund.

## Tourismus

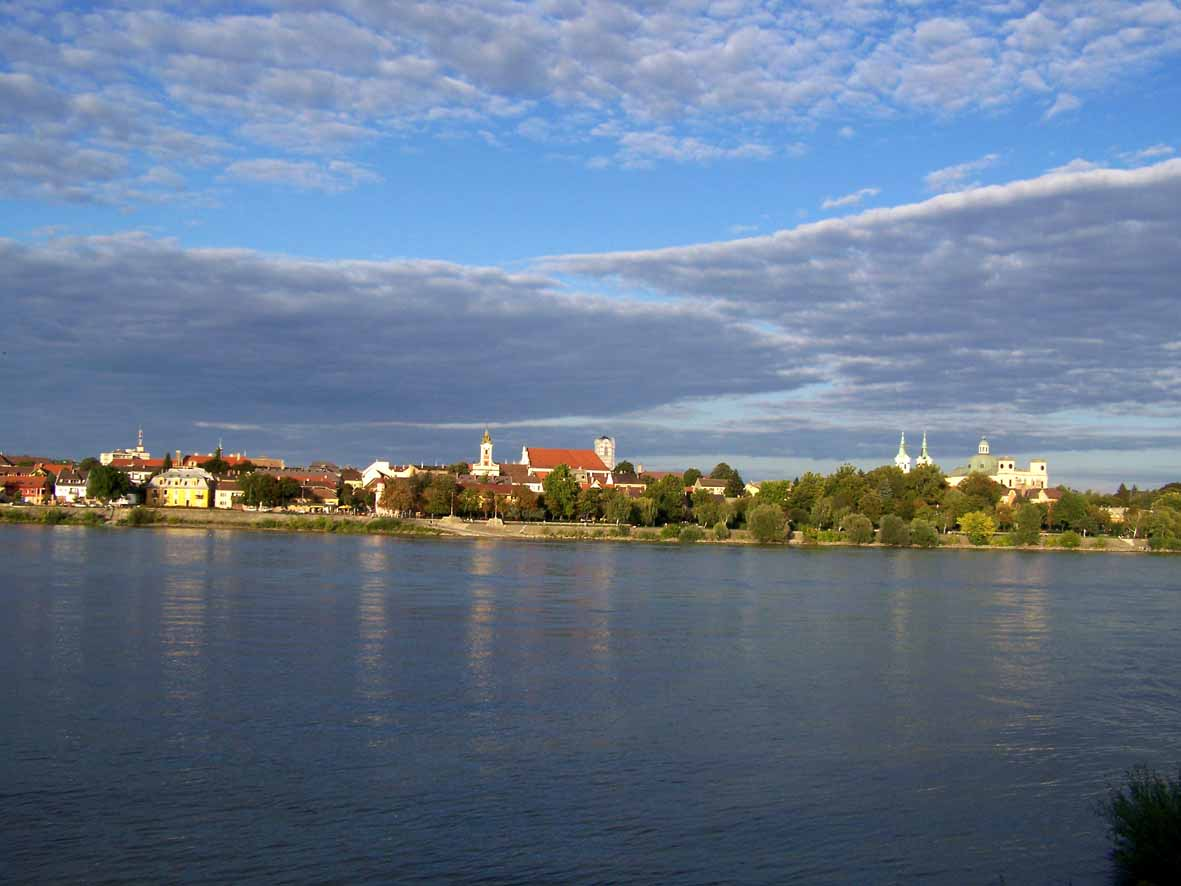
Vác

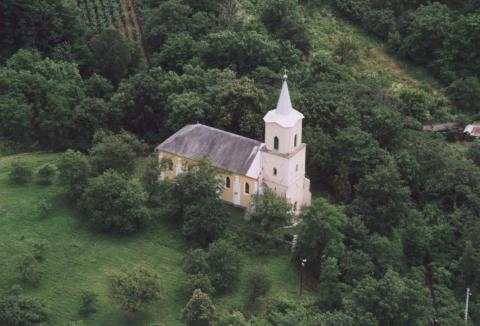
Kirche in Perőcsény

Vom Csóványos aus erstreckt sich ein Panorama über das Donauknie. Das Gebiet um den Berg ist auch aus archäologischer Sicht interessant. Dort wurden die bereits erwähnten Überreste frühmenschlicher Siedlungen gefunden. Der Berg ist aus mehreren Richtungen zu erreichen.
- Von Verőce aus führen Wanderwege sowohl nach Süden als auch nach Westen.
- Von Kismaros kann man mit der Királyréti Erdei Vasút, einer der Schmalspurbahnen, nach Királyrét fahren.
- Aus Verőce-Magyarkút im Westen kommend, ist der Gipfel mit dem Zug nach Diósjenő zu erreichen.

Auch für Wintersport gibt es im Börzsöny Möglichkeiten. Auf dem Nagyhideghegy befindet sich eine Skipiste. Nach dem im Bükk gelegenen Bánkút bleibt dort der Schnee am zweitlängsten in Ungarn liegen.
Kleine Dörfer wie Nagybörzsöny bieten verschiedene Sehenswürdigkeiten. Dort ist die „Kirche des Heiligen Stephan“ (Szent István-templom) aus dem 13. Jahrhundert zu besichtigen sowie eine um 1700 von Bergleuten erbaute Kirche. Aus dem 19. Jahrhundert ist eine Wassermühle erhalten, deren Rad noch heute von den Wassern des Börzsöny angetrieben wird. In Zebegény wurde zur Erinnerung an den Maler István Szőnyi (1894–1960), dessen Hauptthemen Motive aus der näheren Umgebung und dem alltäglichen Leben der Bauern waren, ein Museum errichtet. Außerdem gibt es dort ein Trianon-Denkmal. Ebenfalls erwähnenswert ist Márianosztra, der Wallfahrtsort der Magyarok Nagyasszonya („Madonna der Ungarn“), wohin jeweils am ersten Wochenende der Monate Juli, September und Dezember Pilgerfahrten stattfinden. Das Börzsöny-Museum in Szob verfügt über eine ethnographische und eine naturgeschichtliche Sammlung. Die permanente Sammlung umfasst mehr als 24.000 Stücke. Die 1960 eröffnete Ausstellung bietet Einblicke in die Geschichte des Ortes und der Umgebung von der Neusteinzeit bis zur osmanischen Zeit.

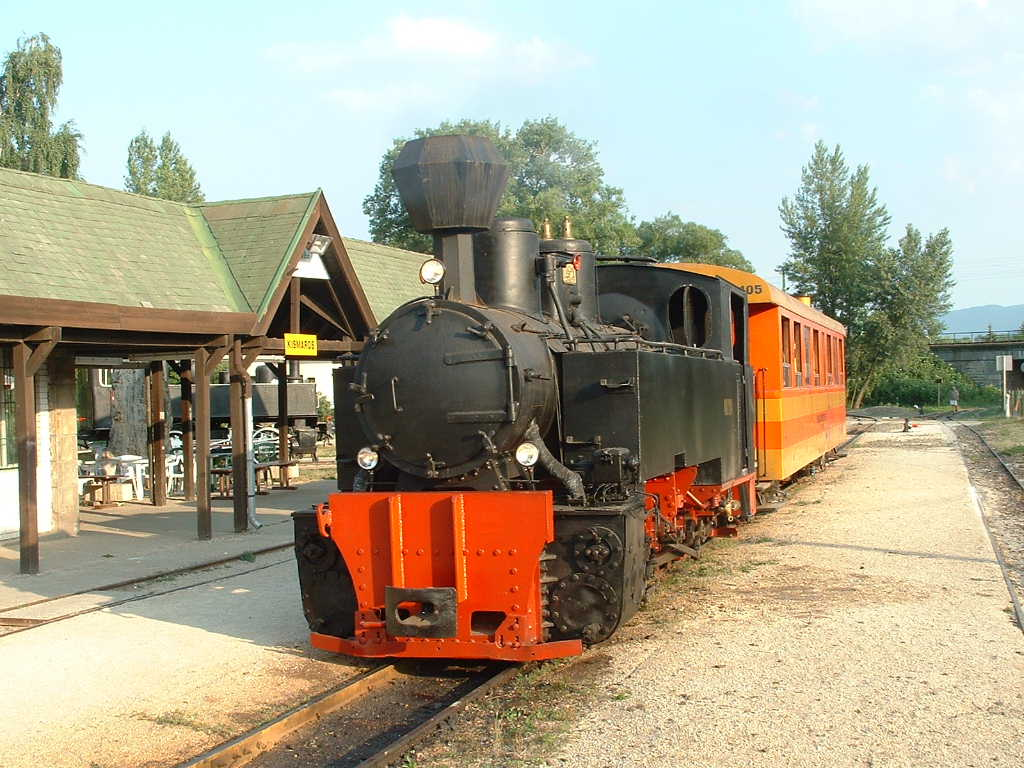
Schmalspurbahn in Kismaros

Im Börzsöny kann die Umgebung mit verschiedenen Schmalspurbahnen erkundet werden:
- Királyréti Erdei Vasút („Waldbahn Királyrét“)
- Nagybörzsönyi Erdei Vasút („Waldbahn Nagybörzsöny“)
- Kemencei Erdei Múzeumvasút („Museumswaldbahn Kemence“)

## Gemeinden im Börzsöny
- Bernecebaráti, Ipolydamásd, Ipolytölgyes, Kemence, Kismaros, Kóspallag, Letkés
- Márianosztra, Nagybörzsöny, Nagymaros, Nógrád, Nőtincs, Perőcsény, Rétság
- Szob, Szokolya, Tésa, Verőce, Vác, Vámosmikola, Zebegény